# Giandomenico Basso
Giandomenico Basso (Montebelluna, 15 september 1973) is een Italiaans rallyrijder.

## Carrière
Giandomenico Basso begon in 1981 met karten en maakte in 1994 uiteindelijk zijn debuut in de rallysport. Zijn eerste optreden in het Wereldkampioenschap Rally kwam tijdens de Rally van San Remo in 1998. In de seizoenen 2001 en 2002 was hij actief in het Junior World Rally Championship met een Fiat Punto S1600, eindigend in het kampioenschap als vijfde en vierde respectievelijk. Als fabrieksrijder bij Abarth, concentreerde Basso zich vervolgens op het Europees kampioenschap en vanaf 2006 ook de Intercontinental Rally Challenge. Met de Fiat Abarth Grande Punto S2000 won hij dat jaar de Europese titel, alsmede die van het inaugurele IRC. Het jaar daarop won hij het Italiaans rallykampioenschap en in 2009 schreef hij met Abarth zijn tweede Europese titel op zijn naam.
In 2011 stapte hij over naar het fabrieksteam van Proton, actief met de Proton Satria Neo S2000 in geselecteerde IRC-evenementen. Basso keert terug in het WK Rally in het seizoen 2012, waarin hij met Proton gaat deelnemen aan de asfaltrondes in het Super 2000 World Rally Championship. In 2017 won Basso het Tour European Rally kampioenschap met een Hyundai i20 R5.